# 한국메나리니
한국메나리니(영어: Menarini Korea)는 대한민국의 제약 회사이다. 이탈리아에 본사를 두고 있는 제약 회사인 메나리니의 대한민국 법인이다.

## 제품소개
일반의약품
- 풀케어네일라카
- 파스툼겔

전문의약품
- 프릴리지정
- 조페닐정
- 네비레트정
- 앱스트랄
- 팩펜트
- 케랄주
- 오로릭스정
- 토렘정
- 엘리델크림

의료기기
- 더마틱스 울트라
  - 더마틱스 스카 스틱 (제조의뢰원 : ㈜티앤엘)
  - 더마틱스 울트라 키즈
- 브레스윗 알러지 블로커